# Роторна гармата

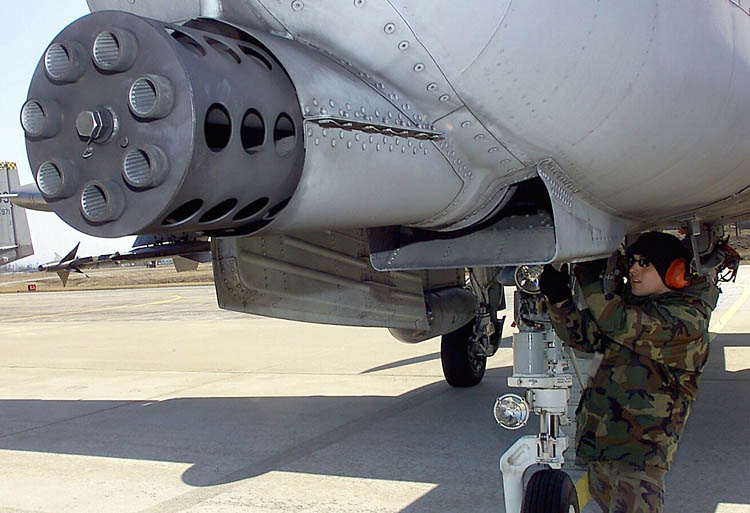
Роторна гармата GAU-8 30 мм штурмовика A-10 Thunderbolt II на авіабазі Осан, Південна Корея

Роторна гармата, роторна автоматична гармата або гармата системи Гатлінга — зброя з високим темпом стрільби, в якій використана група стволів, що обертаються для підтримання стійкого темпу стрільби, більшого ніж в одноствольних кулеметів або автоматичних гармат такого ж калібру. Заряджання, стрільба та екстракція гільз відбувається одночасно у різних стволах під час обертання, також завдяки обертанню відбувається охолодження стволів. Обертання блоку стволів у більшості систем Гатлінга відбувається за рахунок зовнішнього живлення, наприклад електромотора, але існують системи де обертання блоку відбувається завдяки відведенню порохових газів (наприклад ГШ-6-23).
У цій багатоствольній конструкції синхронізовані етапи заряджання/пострілу. З кожного ствола відбувається постріл коли він займає відповідне місце, після цього порожня гільза викидається, а замість неї заряджається новий набій. Протягом всього циклу ствол охолоджується завдяки повітрю.
Через розміри та вагу роторних гармат, вони зазвичай монтуються на літаки, гелікоптери або човни. Також з початком 2000-х роторні гармати використовують на кораблях як зенітно-артилерійські комплекси.

## Історія
Кулемет Гатлінга став першою зброєю яка використовувала систему обертання стволів. Він був розроблений американським винахідником доктором Річардом Дж. Гатлінгом у 1861 і запатентований у 1862. З ручним обертанням та бункерним живленням, він мав швидкострільність 200 пострілів за хвилину. Кулемет Гатлінга був польовою зброєю, вперше його було застосовано під час Громадянської війни, а пізніше його використовували у європейських арміях та армії Росії.
Конструкція безперервно вдосконалювалася; у 1876 теоретична швидкострільність кулемета становила 1200 пострілів за хвилину, хоча у бою було зафіксовано 400 пострілів. У 1893 модель M1893 мала максимальну швидкострільність 800—900 пострілів за хвилину. У результаті вага і важкість повозки для кулемета, не дозволили йому супроводжувати піхоту на пересіченій місцевості, тому перевагу надали більш легкому і мобільному кулемету Максима. Усі моделі кулеметів Гатлінга було списано зі служби у армії США у 1911, після 45 років служби.

## Розробка сучасної зброї системи Гатлінга

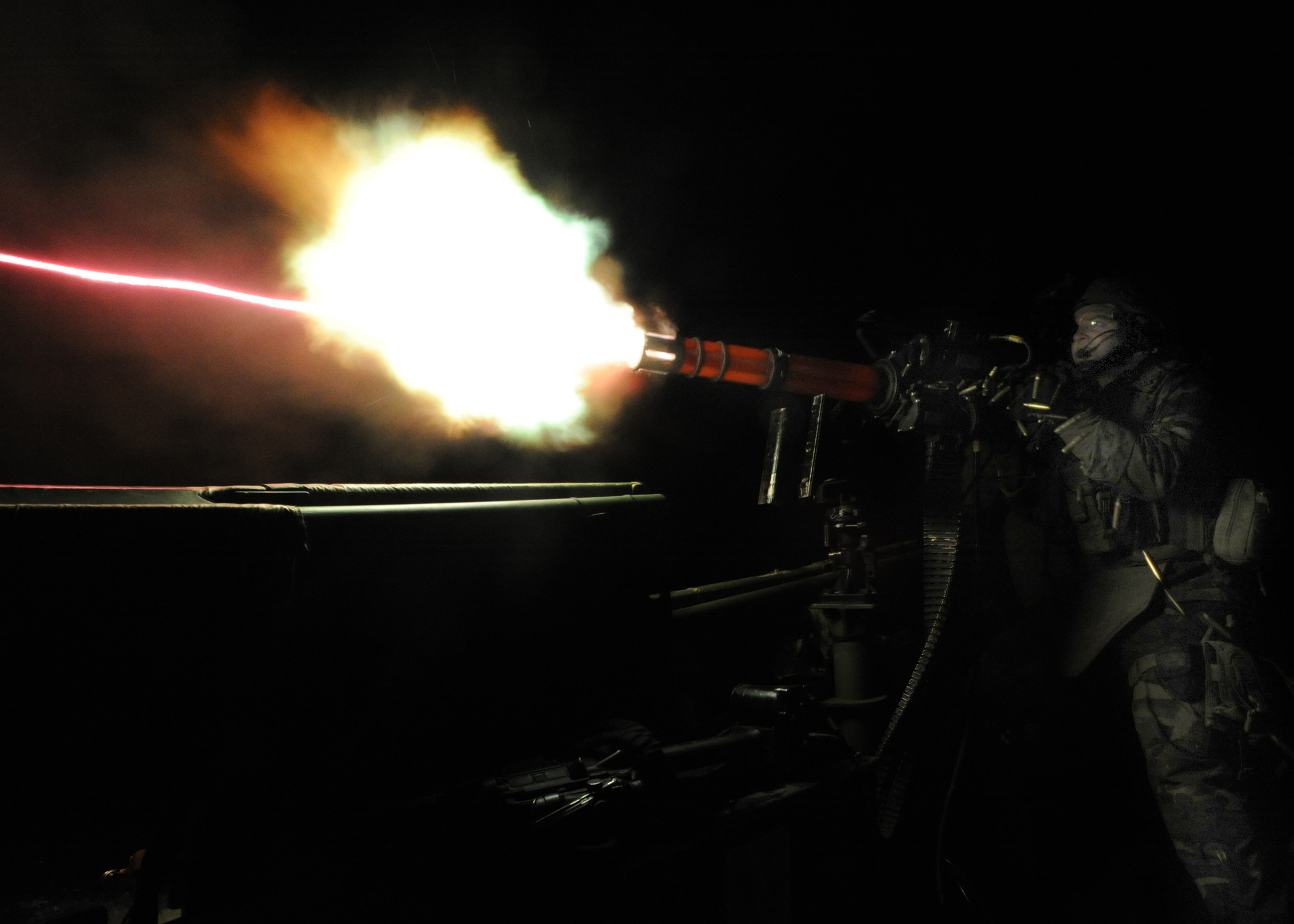
Нагрів ствола 7,62 мм НАТО GAU-17

Після заміни кулемета Гатлінга новими видами зброї, яка використовувала віддачу або відведення порохових газів замість обертання колінвалу, використання багатоствольних систем припинилося на десятиліття. Правда у міжвоєнний період розроблялися екземпляри, але вони існували лише як прототипи або мали невелике застосування. Під час Першої Світової війни, Німецька Імперія працювала над кулеметом Fokker-Leimberger. Кулемет мав зовнішнє живлення, 12-стволів калібру 7,92×57 мм з швидкострільністю 7200 пострілів за хвилину.
Після Другої Світової війни ВПС США виявили, що їм потрібна покращена конструкція швидкострільної автоматичної гармати яка могла б нанести ураження набоями великого калібру по реактивному літаку. Використовуючи досвід отриманий від 20 мм MG 151 та 30 мм MK 108, гармат запозичених у Люфтваффе, було прийнято рішення про використання крупнокаліберного снаряда для гармати, через те, що він вмішував більше вибухової речовини ніж кулеметні набої калібрів .30 та .50 і тому вистачало лише декількох попадань щоб збити літак.
У червні 1946, компанія General Electric отримала військовий контракт на розробку авіаційної гармати з високим темпом стрільби який у GE назвали Проект Вулкан. При попередній дослідницькій роботі, інженери встановили на систему Гатлінга, початку 20-го століття, електричний привод. У 1946 Модель 1903 кулемета Гатлінга була запозичена з музею, підключена до електричного мотора і випробувана на ведення вогню інженерами General Electric. 40-річна конструкція показала темп стрільби у 5000 пострілів за хвилину.
У 1949 General Electric розпочали тестування першої моделі модифікованої конструкції Гатлінга, яку тепер називали Вулкан. Перший прототип мав назву T45 (Модель A). Він мав темп вогню набоями калібру .60 кал. (15 мм) близько 2 500 пострілів за хвилину, з шести стволів які оберталися електричним мотором. У 1950 GE виробили десять перших гармат модель A .60 кал. T45 для випробувань. 33 гармати модель C T45 було зроблено у 1952 у трьох калібрах: .60 кал (15 мм), 20 мм та 27 мм, для додаткових тестів. Після розширеного тестування, гармату T171 20 мм було обрано для подальшого виробництва. У 1956 гармата T171 20 мм стала стандартною для армії та ВПС США і отримала назву авіаційна гармата M61 20 мм Вулкан.

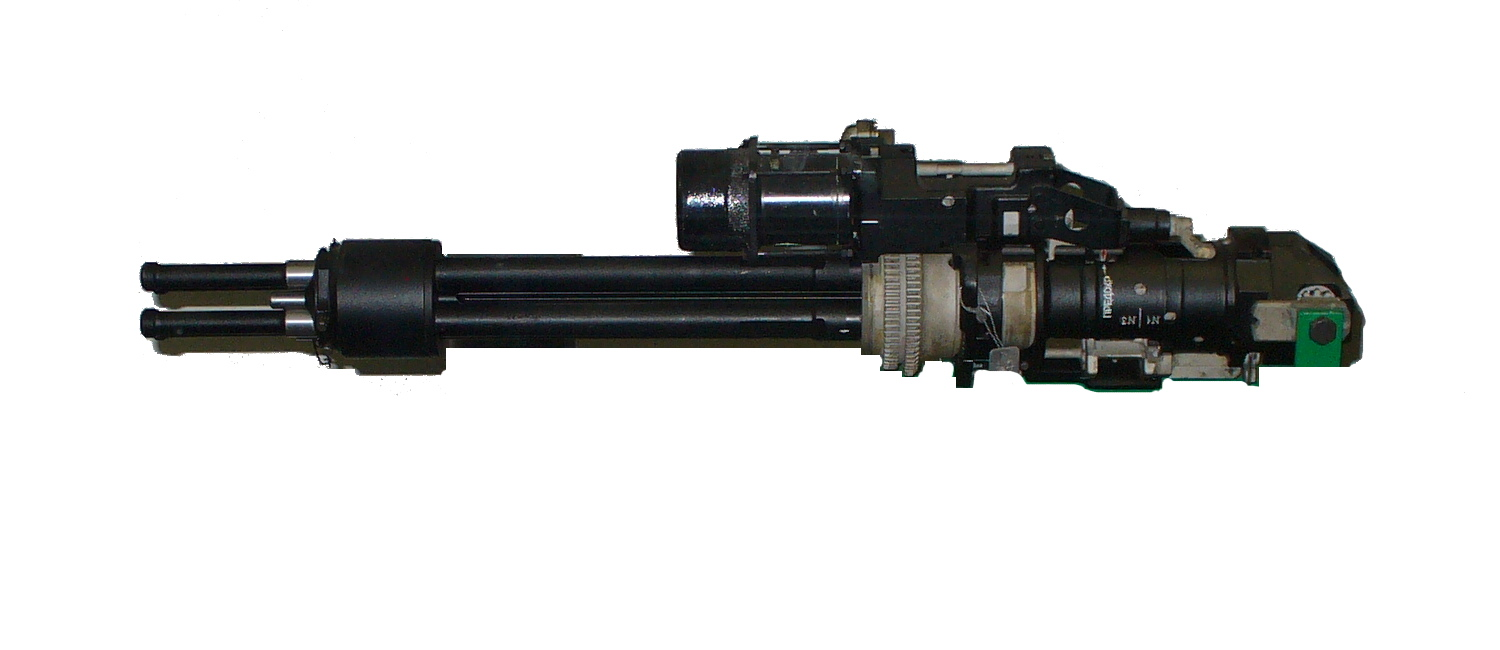
ГШГ-7,62 один з небагатьох незалежних від зовнішніх джерел живлення кулемет системи Гатлінга.

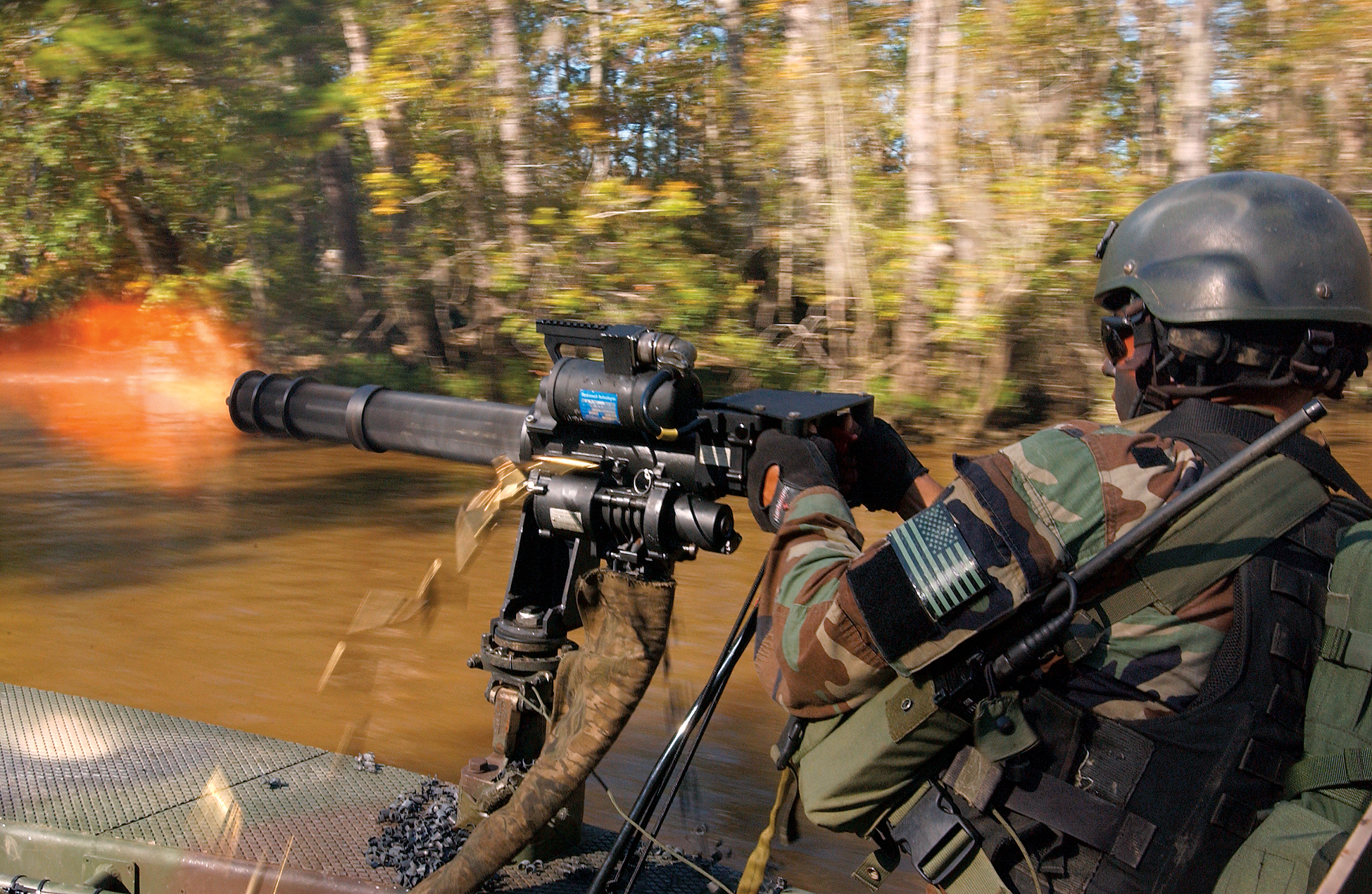
Тренування з «гарячої» висадки на пляжі. Стрілець веде вогонь на стримання.

Однією з причин відродження багатостовльних конструкцій з електричним або гідравлічним приводом є можливість постійно підтримувати високий темп стрільби. Наприклад, темп у 1000 пострілів за хвилину зі звичайної одноствольної гармати призводить до сильного нагрівання ствола, що призводить до зупинок під час стрільби. На противагу, у п'ятиствольному кулеметі при темпі стрільби 1000 пострілів за хвилину на один ствол припадає лише по 200 пострілів, прийнятна швидкість стрільби для безперервного використання. Єдиним фактором який сповільнює стрільбу є процес заряджання і екстракції гільз. У звичайній конструкції ці процеси чергуються; у багатоствольній системі вони можуть бути синхронними, через те, що у процесі беруть участь кілька стволів. Також у цій конструкції розв'язано проблему поганих набоїв, яка може призвести до збоїв у звичайних кулеметах коли набій не заряджається, дає осічку або не екстрактується зі зброї. Через живлення з іншого джерела, гармата просто викидає дефективний патрон разом з іншими гільзами при цьому продовжуючи працювати.

## Моделі

### M61 Вулкан та інші конструкції
M61 Vulcan 20 мм автоматична гармата є найбільш популярною у сімействі гармат компанії General Electric, зараз виробляється компанією General Dynamics. M61 має обертовий блок з шести стволів калібру 20 мм, з темпом стрільби 6600 пострілів за хвилину. Схожі системи доступні у калібрах від 5,56 мм до 30 мм (прототип T249 Vigilante зенітної платформи оснащено 37 мм калібром).
Іншим екземпляром багатоствольної гармати є гармата 30 мм GAU-8 Avenger з гідравлічним приводом, встановлена на штурмовик A-10 Thunderbolt II (Бородавочник). Вона має сім стволів розроблена для знищення танків. Наразі це найбільша багатоствольна гармата у арсеналі Збройних сил США і найважча автоматична гармата, яку встановлювали на літаки, вона переважає навіть німецьку Bordkanone BK 7,5 75 мм —  авіаційну гармату часів Другої Світової, яка також була розроблена для знищення танків, мала один ствол і важила близько 630 кг з боєкомплектом. Радянські роторні гармати ГШ-6-23 та ГШ-6-30 з автоматикою, яка працювала за рахунок відведення газів, мали темп від 9 000 до 10 000 пострілів за хвилину.

### Зразки без зовнішнього живлення
У той час коли для обертання стволів у гарматі Вулкан використовувався електропривод, було створено декілька зразків гармат за системою Гатлінга які мали власні приводи для обертання блоку стволів які базувалися на віддачі, відведенні порохових газів. Кулемет Бангертера створений на продуванні вперед і був одним з найскладніших зразків. У кулеметі Слостіна робота автоматики була схожа, але на кожному стволі був газовідвідний канал. Кулемет ГШГ-7,62 та гармата ГШ-6-23, використовували більш простий і ефективний газовідвідний привід у центрі блоку стволів.

### Minigun

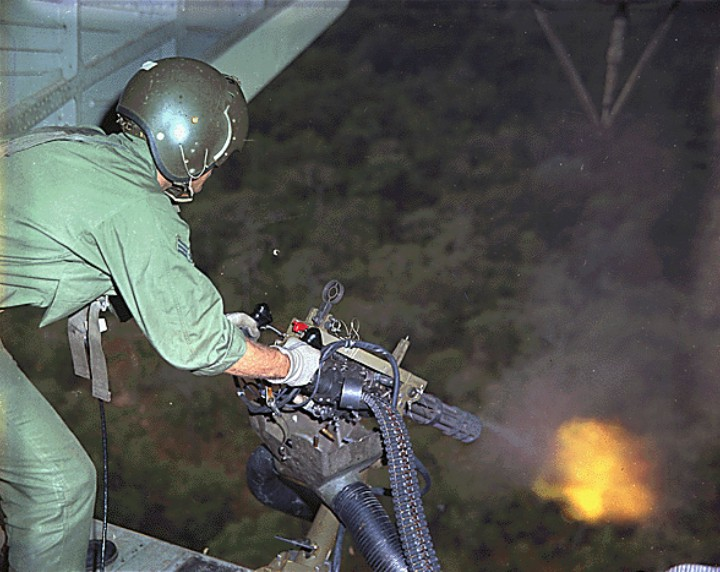
Стрілець веде вогонь з Мініган під час В'єтнамської війни.

Технічно Мініган не був «гарматою», вірніше буде класифікувати його як кулемет.
Під час В'єтнамської війни, M134 Мініган калібру 7,62 мм було створено для захисту гелікоптерів, через що його можна було встановити на багато моделей гелікоптерів як з ручним так із дистанційним керуванням зброї. Темп вогню становив від 2000 до 6000 пострілів за хвилину зі стрічки на 4000 набоїв, Мініган став одним з найефективніших кулеметів, без вибухових боєприпасів, і до тепер використовується на гелікоптерах.
Як і GAU-2B/A, Мініган використовували у ВПС США на AC-47, AC-119 та Lockheed AC-130. AC-47 також був відомий за часів В'єтнамської війни на прізвисько «Puff the Magic Dragon», а також про нього казали «що це єдина річ яка налякає в'єтконгівця». Ця зброя також була встановлена на гелікоптери ВПС. За допомогою сучасних систем навігації та ідентифікації цілей, Мінігани можуть бути ефективно використані навіть проти прихованих цілей.